# Tour de Sénèque
La tour de Sénèque (Torre di Seneca) est une  tour dite génoise située à cheval entre Pino et Luri, au Cap Corse, microrégion française de Corse. Elle date du XVe siècle.

## Localisation
Édifiée « à cheval » sur Pino et Luri sur un piton rocheux à 564 m d'altitude, la tour ronde (en fait un donjon), est un remarquable belvédère offrant la vue sur les mers Ligure et Tyrrhénienne. Elle est accessible depuis le col de Sainte-Lucie (381 m) par une petite route menant jusqu'à l'ancien couvent Saint-Nicolas (désaffecté, celui-ci a été transformé de nos jours en gîtes sous la dénomination « Les Gîtes Sénèque »). De l'aire de stationnement, un sentier permet d'accéder à la tour, à travers un haut maquis.

## Historique
Une tour de surveillance aurait  été construite par les Romains à cet emplacement. L'histoire veut que Sénèque, philosophe romain, ayant vécu au premier siècle, fut exilé pendant huit ans dans le Cap Corse. Peut être a-t-il séjourné dans cette tour, même si rien ne l'atteste formellement.   
Un château féodal, le Castellu dei Motti  a été construit à cet emplacement au XIe ou XIIe siècle, par les seigneurs Peverelli sur un site préhistorique. Le château sera ruiné lors de la révolte populaire des années 1357-1358, dirigée par des notables comme Sambucucciu d'Alandu qui chassa de leurs fiefs les seigneurs, remplacés par les caporali. Le château proche de San Colombano sera l'un des quatre château à être conservé par la révolte.    
En 1390, Giovanni Da Mare, édifia à cet emplacement un nouveau château. La place forte sera envahie, vers 1470, par les habitants de Barrettali dirigés par Pieretto de Falello de Leca. De ce dernier édifice, seul le donjon a subsisté et a été surnommé Torre di Seneca.    
De 1556 à 1559, les Français prennent la tour et enlèvent Luri aux Génois.
L'édifice est classé au titre des monuments historiques en 1840.

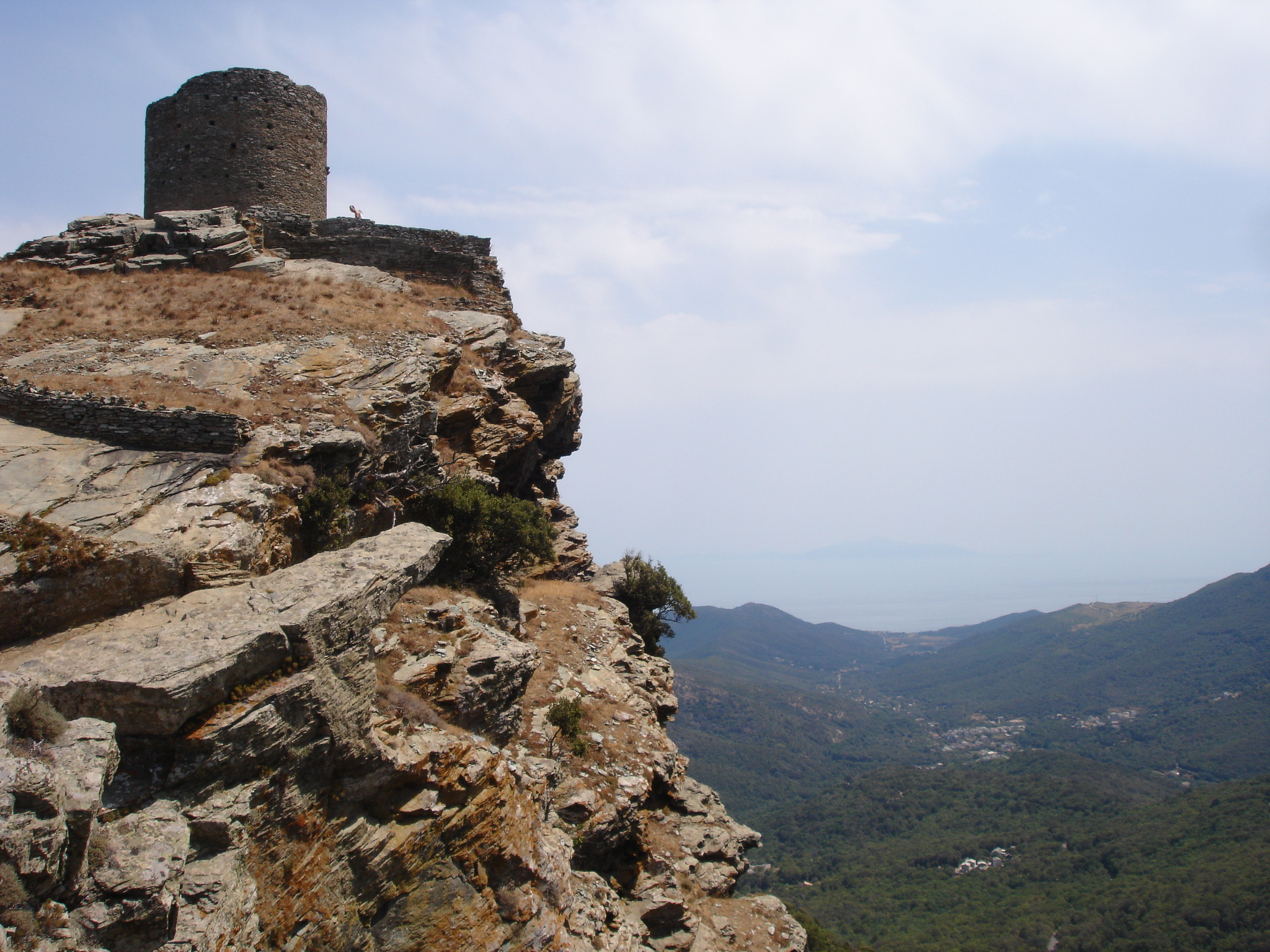
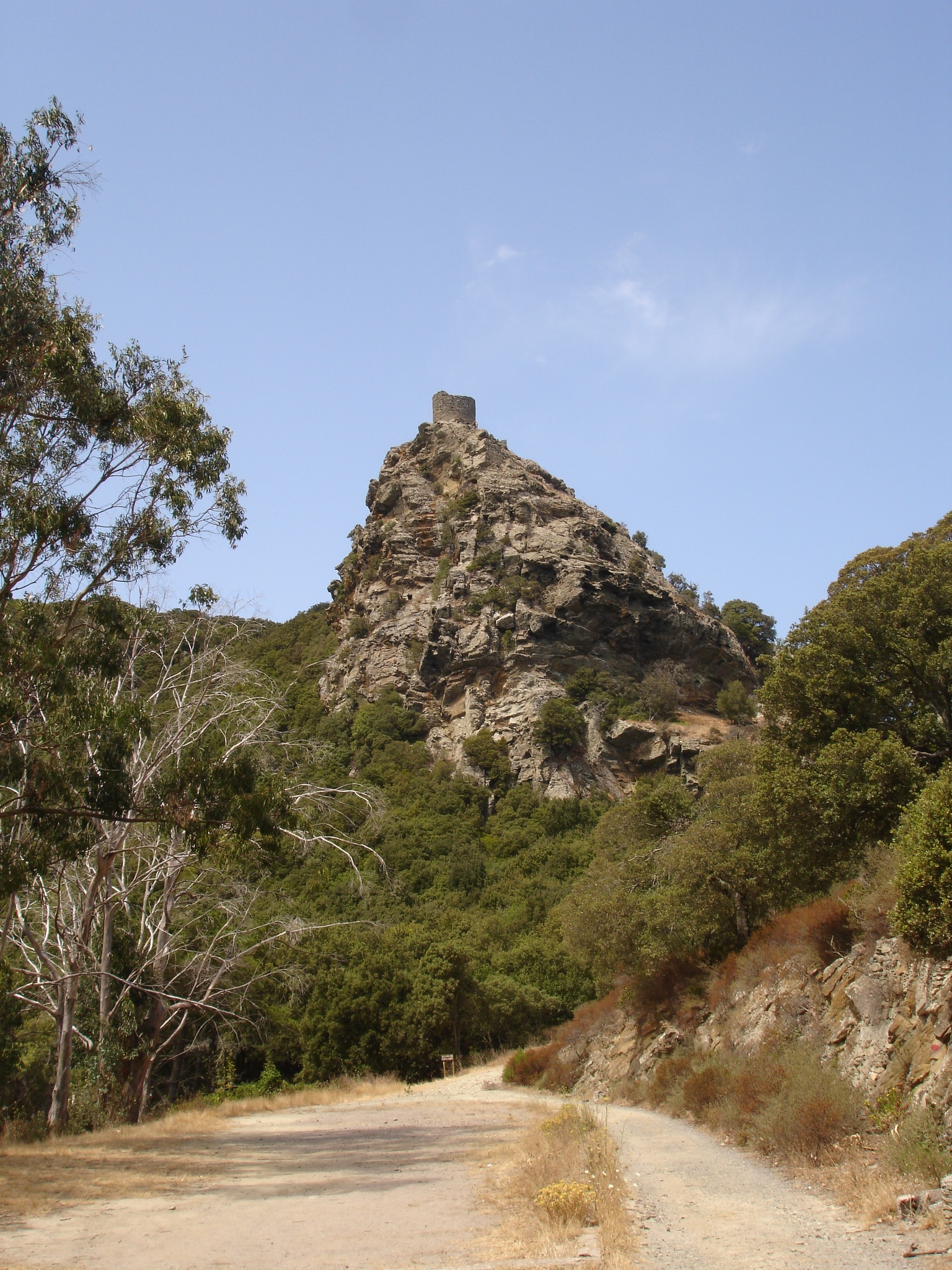
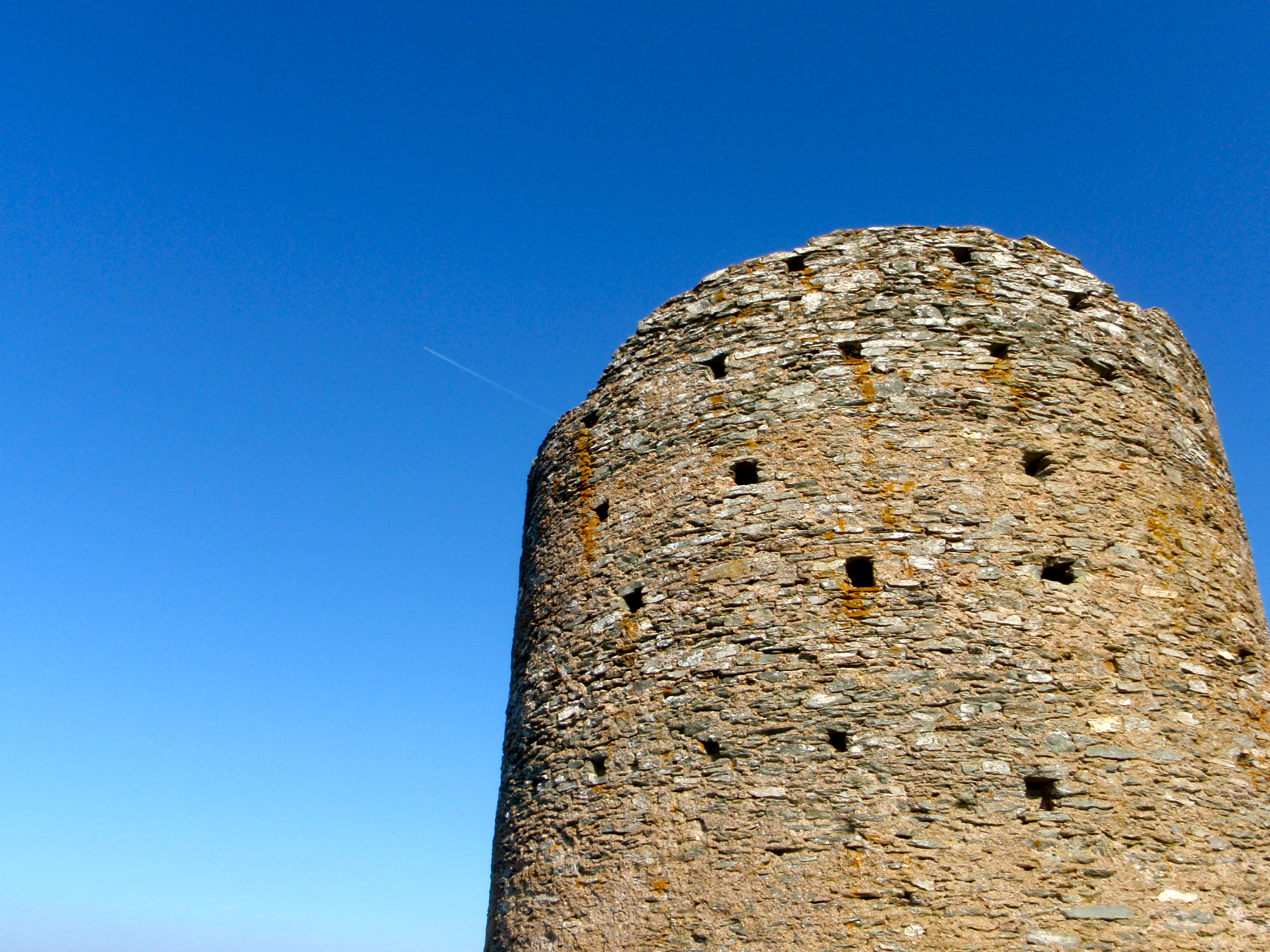